# Berghof
Berghof foi a antiga casa-refúgio de Adolf Hitler em Obersalzberg, nos Alpes Bávaros,  perto de Berchtesgaden, na Baviera, Alemanha. Foi também um de seus mais conhecidos quartéis-generais, os quais eram situados por toda a Europa.
Reconstruído, expandido e renomeado em 1935, Berghof foi a residência de férias de Hitler por dez anos. Em abril de 1945, ela foi danificada por bombardeios aéreos britânicos, em maio foi incendiada por tropas das SS em retirada e saqueadas depois que as tropas aliadas chegaram na área. O esqueleto queimado do que restou da mansão foi demolido pelo governo da Alemanha Ocidental em 1952.

## História
Berghof começou como um modesto chalé chamado Haus Wachenfeld, construído em 1916 como casa de verão por Otto Winter, um homem de negócios de Buxtehude.  A viúva de Winter alugou a casa para Hitler em 1928 e sua meia-irmã Angela foi morar lá como governanta, até que sua filha, Geli Raubal, sobrinha de Hitler, foi encontrada morta - suicídio - no apartamento do tio em Munique. Em 1933, Hitler comprou a casa com fundos resultantes dos direitos da venda de seu livro Mein Kampf.
O pequeno prédio em estilo chalé foi remodelado, expandido em 1935-36 e renomeado como Berghof. Um grande terraço foi construído e enfeitado com grandes guarda-sóis coloridos. O hall de entrada foi enfeitado com uma exposição curiosa de cactus em vasos e a sala de jantar era forrada com painéis feitos de cara madeira de pinho suíço. O estúdio de trabalho  tinha uma mesa telefônica auxiliar num quarto contíguo. A biblioteca continha livros de música, pintura, arquitetura e história. Uma grande sala foi decorada com mobiliário teutônico, um grande globo e uma enorme lareira de mármore vermelho. Atrás de uma das paredes havia uma sala de projeção para as sessões noturnas de cinema. A casa era mantida como um pequeno hotel-resort por uma equipe de governantas, cozinheiros, jardineiros e demais funcionários de serviços gerais. Sobre ela, Hitler declarou em entrevista em 1938: "essa propriedade é minha e a construí com o dinheiro que ganhei."

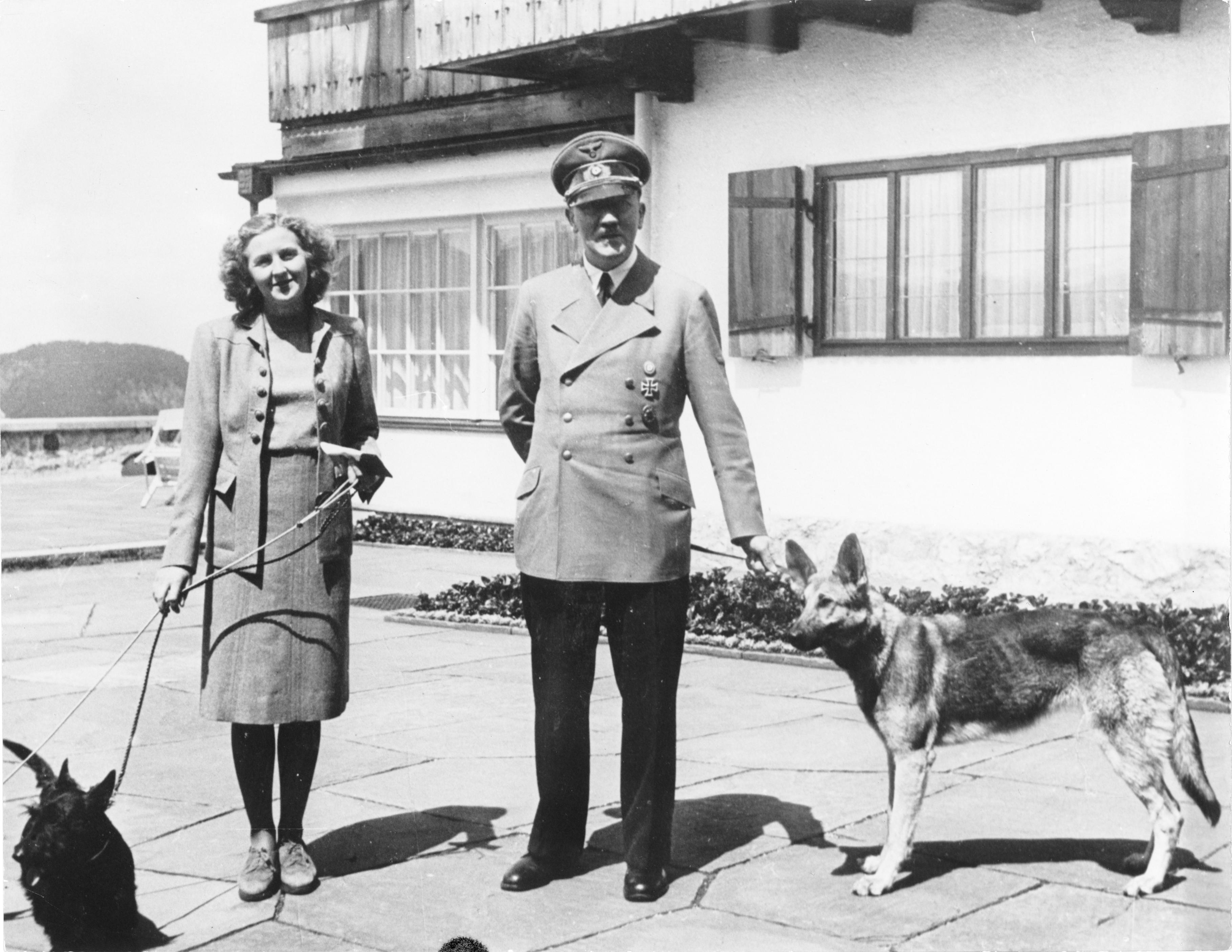
Adolf Hitler e Eva Braun com seus cachorros em Berghof.

Os quartos eram decorados com mobília antiga, em sua maioria mobília alemã do século XVIII. O camareiro pessoal do Führer, Obersturmbannführer Heinz Linge, um oficial da SS, declarou que ele e sua companheira Eva Braun tinham dois quartos e dois banheiros  com portas interligadas e que Hitler terminava muitas de suas noites sozinho com ela em seu estúdio bebendo chá.
Apesar de Hitler não ser fumante, o fumo era permitido no terraço da casa. Sua dieta vegetariana era suprida nos primeiros tempos por hortas próximas e depois por uma estufa. Uma grande complexo de chalés para a liderança nazista, pequenos edifícios para pessoal de staff e segurança e pistas de aterrissagem, foi construído na área ao redor de Berghof. Para adquirir a terra para esses projetos, muitos vizinhos eram obrigados a vender suas propriedades e deixar o lugar. Um grande chalé apelidado por um diplomata francês de "Ninho da Águia", foi construído em 1938-39 no topo da montanha acima de Berghof, mas Hitler raramente ia lá.
O Berghof tornou-se uma espécie de atração turística na metade da década de 30. Visitantes e curiosos se aglomeravam no final da estrada que dava na entrada da casa ou em vias públicas próximas, na esperança de conseguirem ver o Führer; isto levou à introdução de medidas de segurança com severas restrições de acesso à área. Um grande contingente de soldados da Leibstandarte SS Adolf Hitler foi deslocada para lá e alojada em barracões em volta de Berghof. Sob o comando do Obersturmbannführer Bernhard Frank, a tropa patrulhava uma área extensa em volta do complexo, incluindo as casas de outras autoridades nazistas. Com o início da guerra, também foi instalada artilharia antiaérea com máquinas de fumaça utilizadas para esconder a área da aviação inimiga.

### Convidados

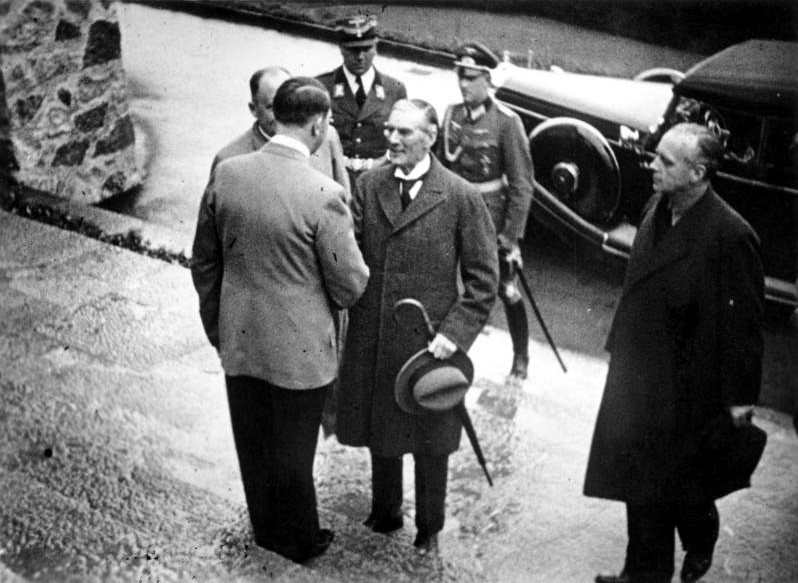
Hitler recebe o primeiro-ministro britânico Neville Chamberlain nas escadarias de Berghof.

Os convidados em Berghof incluíam figuras políticas, monarcas, chefes de estado, diplomatas, pintores, músicos, atores e cantores. Entre outras personalidades cumprimentadas pessoalmente por Hitler nas escadas de Berghof estavam David Lloyd George, Aga Khan, o Duque e a Duquesa de Windsor, Neville Chamberlain e Benito Mussolini. No fim de julho de 1941, pouco tempo depois da invasão da URSS pela Alemanha Nazista, Hitler convocou os chefes militares do OKH e do OKW para a chamada "Conferência de Berghof", realizada na casa para discutir os rumos da guerra.
O círculo social de Hitler na propriedade era formado por Eva Braun, sua irmã Gretl, seu fotógrafo oficial e amigo Heinrich Hoffmann, mulheres e filhos de outros líderes nazistas. As reuniões sociais em Berghof acabaram em 14 de julho de 1944 quando ele deixou a propriedade para nunca mais voltar. Filmes silenciosos feitos por Eva Braun sobreviveram à guerra e mostravam Hitler e seus associados relaxando em Berghof. Entre outros, aparecem nestes filmes Albert Speer, Heinrich Himmler, Joachim von Ribbentrop, Joseph Goebbels, Karl Wolff e Reinhard Heydrich.
Dois outros convidados planejaram a oportunidade de uma visita para tentar matar o líder nazista. Em 11 de março de 1944, o capitão Eberhard von Breitenbuch compareceu como adido a uma reunião de generais com Hitler na mansão, mas não pôde matá-lo com a pistola que levava porque os SS não permitiram a presença de ajudantes de baixa patente na mesma sala que o Fuhrer.  Em 7 de junho, o coronel Claus von Stauffenberg, planejava detonar uma bomba na casa durante um encontro com Hitler mas seu cúmplices de conspiração não permitiram o atentado porque Himmler e Göring não estavam presentes. Um plano britânico de assassinato de Hitler por um franco-atirador durante sua caminhada por Berghof até a Teehaus (casa de chá), a Operação Foxley, também foi aventado mas nunca realizado.

### A casa de chá
Em 1937, uma casa de chá com um grande salão circular foi construída em Berghof, numa área arborizada na colina Mooslahnerkopf, no pequeno vale existente em Obersalzberg a partir da propriedade. Quando Hitler estava em Berchtesgaden, durante as tardes e quase diariamente, ele fazia uma caminhada da mansão até a Teehaus, um percurso de cerca de 1 km por um terreno cheio de árvores e no qual, em certos pontos do passeio, se conseguia ter uma visão panorâmica do vale em volta.
Ele costumava fazer essa caminhada sozinho e instalando-se na casinha gostava de tirar um cochilo na poltrona, rodeado de amigos e associados de seu círculo mais íntimo. A maioria das fotografias existentes que o mostram usando óculos foram tiradas nesta casa de chá em Berghof. O plano britânico, nunca levado adiante, era matá-lo com um tiro de longa distância durante essa caminhada solitária.

## Ruínas
Obersalzberg foi bombardeada por centenas de bombardeiros britânicos Lancaster do Esquadrão 617 da RAF em 25 de abril de 1945, doze dias antes da rendição incondicional nazista. Pelo menos duas bombas atingiram Berghof. Em 4 de maio, quatro dias após o suicídio de Hitler em Berlim, os homens da SS em retirada atearam fogo à villa. Poucas horas depois, tropas de infantaria do Exército dos Estados Unidos e blindados franceses chegaram a Berchtesgaden. Um capitão francês, seu motorista e a tripulação de um tanque foram os primeiros soldados Aliados a chegarem até a casa. Nos dias seguintes o local foi completamente saqueado e despojado por soldados aliados, que levaram como principal troféu de guerra um grande globo terrestre especialmente confeccionado para Hitler.
A pequena casa de chá saiu ilesa do bombardeio de 1945, mas em 1952 foi demolida pelo governo bávaro por sua ligação com Adolf Hitler. Durante 55 anos seus restos permaneceram mais ou menos reconhecíveis em meio aos arbustos próximos ao buraco nº 13 do campo de golfe hoje existente na área, até serem finalmente todos retirados em 2006. A carcaça da mansão permaneceu no lugar até 1952, quando o governo local explodiu de vez o que sobrou, receoso de que as ruínas se transformassem em santuário neo-nazista e objeto de visitação pública. A garagem permaneceu intacta até 1995 e depois foi também destruída. Em 2007, no local tomado pelo mato, restavam apenas algum entulho e o resto de um pedaço de parede ainda remanescente de outras eras.

## Mapa com a localização de Berghof e de outros QGs de Hitler
Berghof foi um dos dez quartéis-generais (em vermelho) usados por Adolf Hitler durante a guerra. Quatro outras propriedades (em cinza) haviam sido planejadas para seu uso mas nunca foram ocupadas por ele.

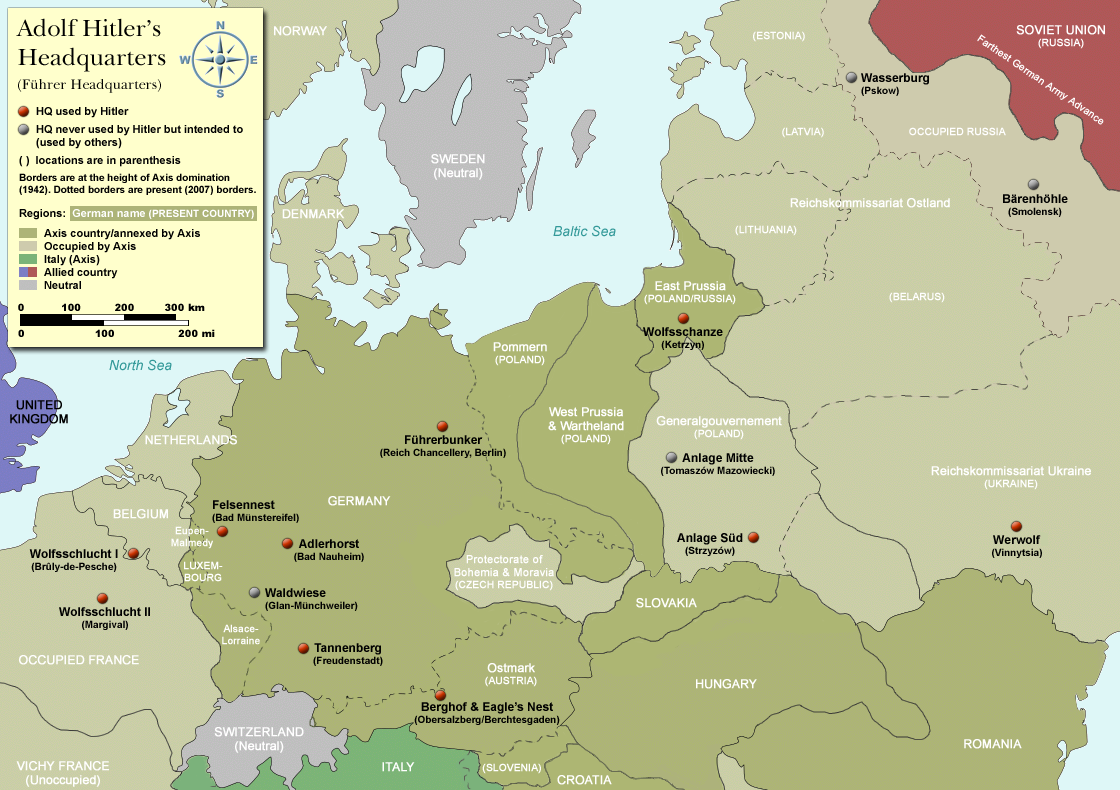
Mapa com a localização de Berghof e de outros QGs do Führer através da Europa.